# أندري نيكشور نيجرو
أندري نيكشور نيجرو (بالرومانية: Andrei Nicușor Negru)‏ مواليد 24 مايو 1994 في ريشيتسا، هو لاعب كرة يد روماني يلعب كجناح أيسر. يلعب حاليا مع نادي سي إس إم بوخارست لكرة اليد ويحمل الرقم 24. مثل منتخب رومانيا لكرة اليد.

## الإنجازات
- الدوري الروماني لكرة اليد:
  - الميدالية الفضية: 2015، 2016
- كأس رومانيا:
  - الفوز: 2016